# اجترار (علم النفس)

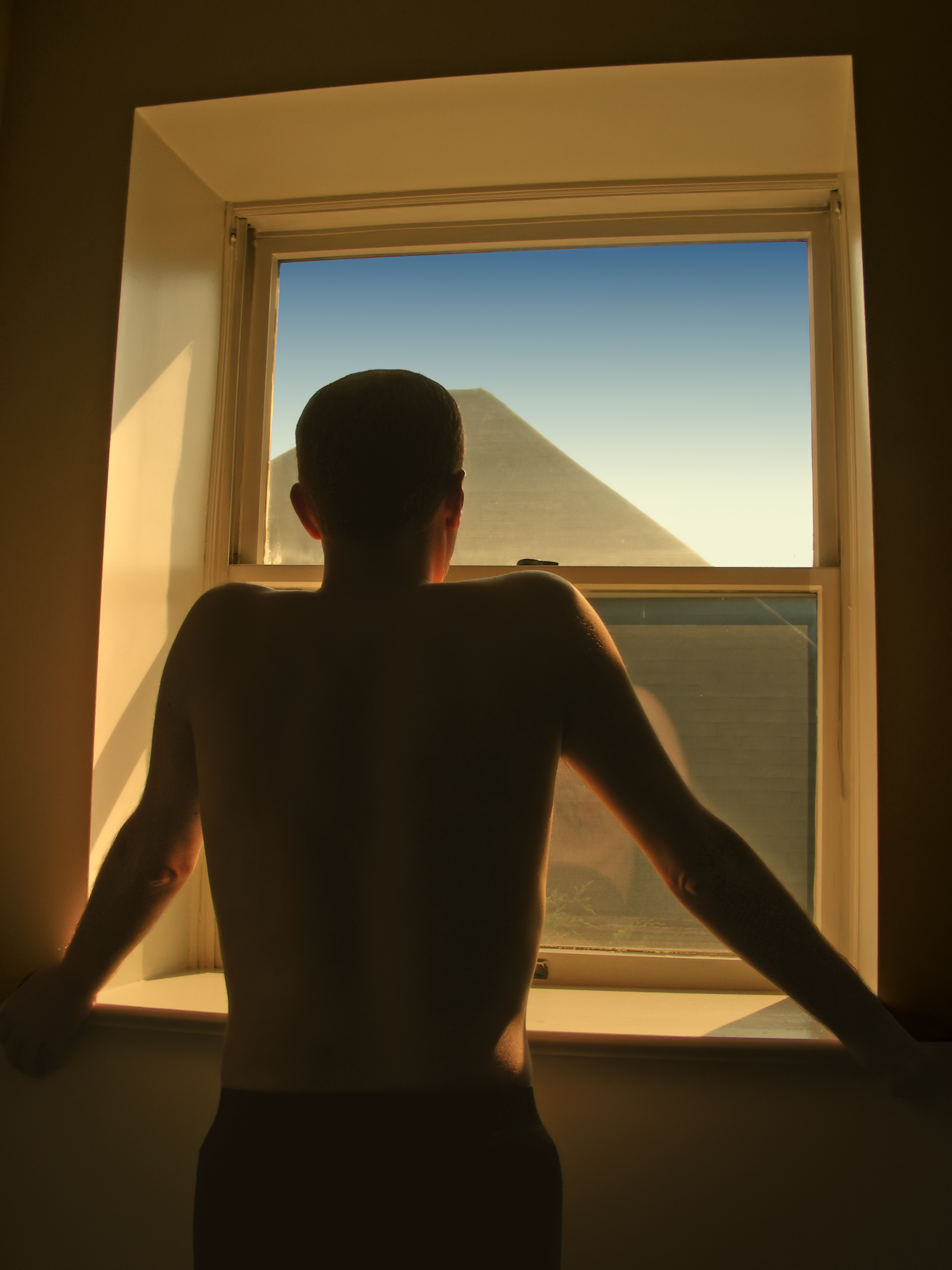
يظهر ارتباط الاجترار بصورة وثيقة مع مفهوم القلق.

في علم النفس، الاجترار (بالإنجليزية: Rumination)‏ هو الاهتمام المركّز على أعراض ضائقة واحدة، وعلى أسبابها ونتائجها الممكنة، دون التركيز على حلولها، وذلك وفقًا لنظرية أنماط الاستجابة التي اقترحتها نولين هوكسيما في عام 1998. ونظرًا لكون نظرية أنماط الاستجابة مدعومة تجريبيًا، فهذا النمط من الاجترار هو التصور الأكثر استخدامًا. وعلى أي حال، اقترحت نظرياتٌ أخرى تعاريفَ مختلفة للاجترار. على سبيل المثال، لا تصوّر نظرية تقدم الهدف الاجترار باعتباره استجابة لحالة مزاجية، بل بصفته «استجابة للفشل في تقدم المرضى نحو الهدف». وعلى هذا الأساس، يكون كل من الاجترار والهم مرتبطين بالقلق وغيرهما من الحالات الشعورية السلبية، وعلى أي حال، لم توحد طريقة قياسها. يكون الاجترار على هيئة أسئلة داخلية مثل «ماذا لو فعلت كذا؟»، وتعاقب هذا النوع من التفكير قد يسبب الكآبة. وخلافه ما يعرف بالهم.

## نظريات

### نظرية أنماط الاستجابة
عرفت نظرية أنماط الاستجابة الاجترار في البداية بأنه تركيز سلبي متكرر على عرضٍ من أعراض الاكتئاب والأسباب والنتائج الممكنة لهذا العرض. ودليلٍ على هذا التعريف، يكون للاجترار دورًا في تطور أعراض الاكتئاب ونوبات الاضطراب الاكتئابي وإدامتها وتفاقم الحالة كذلك. مؤخرًا، وسّعت آر إس تي تعريف الاجترار إلى ما وراء الاكتئاب فشمل التركيز السلبي والتكراري على أسباب فائقة واحدة ونتائجها وأعراضها عمومًا. صُنع هذا التغيير بسبب دور الاجترار في مجموعة من الاضطرابات لا بسبب الاكتئاب فقط.
ناقش آر إس تي أيضًا أن الشرود الإيجابي هو البديل الصحي للاجترار، إذ يوجه التركيز نحو محفزات إيجابية عوضًا عن الضائقة. وعلى أي حال، يشير الأدب إلى أن الشرود الإيجابي قد لا يكون أداة إيجابية كما كان يُعتقد.
وأكثر تحديدًا،  يعرّف نموذج الوظيفة التنفيذية ذاتية التنظيم الاجترار بأنه «أفكار تكرارية تتولد من خلال محاولات لمواجهة التناقض الذاتي والتي تُوجه في البداية لمعالجة محتوى المعلومات ذاتية المرجع لا باتجاه أفعال موجهة لهدف». وببساطة أكثر، عندما يقوم شخص بالاجترار، يكون هدفه الإجابة عن أسئلة مثل:
- ما هو شعوري تجاه هذا الحدث؟
- كيف أستطيع تغير أفكاري ومشاعري حول الحادثة؟
- كيف أمنع الأفكار والمشاعر المزعجة في المستقبل؟

على أي حال، عند الإجابة على هذه الأسئلة، يميل الاجترار إلى أن يركز على الشعور (بمعنى آخر «المعلومات ذاتية المرجع») لا على حل المشكلة (بمعنى آخر «الفعل الموجه لهدف»).
إدراك الإدراك (أو ما وراء المعرفة) هو أيضًا جزءٌ مهمٌّ من نموذج إس آر إي إف ويساعد على شرح العلاقة بين الاجترار والاكتئاب. وأكثر تحديدًا، يكون لدى أولئك الذين لديهم معتقدات وراء معرفية إيجابية عن فوائد الاجترار (مثل «أنا أحتاج إلى اجترار الأشياء السابقة السيئة من أجل فهمها») دافعًا للمواظبة على الاجترار. وبمجرد الانخراط في الاجترار، من المرجح أن تتفعل معتقدات الأفراد ما وراء المعرفية السلبية، فيرونها على أنها غير سارة (على سبيل المثال «يجعلني الاجترار مريضًا جسديًا»)، وصعبة الضبط (على سبيل المثال، «يجعلني الاجترار خارج السيطرة»)، ومدمرة اجتماعيًا. تساهم حينها هذه المعتقدات ماوراء المعرفية السلبية في تطور الاكتئاب وبقائه.

### نظرية تقدم الهدف
تسعى النظرية إلى شرح الاجترار على أنه وظيفة لتقدم الهدف، أكثر تحديدًا، يرى جي بّي تي الاجترار مثالًا على تأثير زيجارنيك، الذي يشير إلى أن الأفراد أكثر قدرةً على تذكر معلومات من مهام غير منتهية مقارنةً بالمهام المنتهية. وانطلاقًا من فهم هذا، تعرّف جي بّي تي الاجترار على أنه «الميل إلى التذكر المتكرر لأهداف مهمة ذات مستوى عالٍ لم يبلغوها بعد»  أو التي لم يُحرز بها تقدم كافٍ.
تتوقع جي بّي تي من الأفراد الذين تكون عندهم المعلومات المتعلقة بالهدف  متاحة دومًا أن يكونوا أكثر عرضةً للاجترار. زودت دراساتٌ متعددةٌ دعم لهذا التوقع.

## علم الأمراض
تظهر أبحاثٌ كثيرةٌ عن الاجترار -أو الميل إلى ذاتية المرجع- تدخّل الشكل السلبي من الاجترار (المرتبط بالانزعاج) بقدرة الأشخاص على التركيز على حل المشكلة فينتج عنه تفكيرٌ زائدٌ بأفكار سلبية حول حالات الفشل السابقة. تشير الأدلة من الدراسات إلى أن تداعيات الاجترار تعود لتحيزات إدراكية، مثل تحيزات الذاكرة والانتباه، التي تعرّض الشخص الاجتراري لتكريس اهتمامه بشكلٍ انتقائيٍّ على منبهاتٍ سلبيةٍ.
يكون الميل للاجترار السلبي ثابت راسخ مع مرور الوقت ويعتبر عامل خطر مهم للاكتئاب السريري. لا يكون المجتر الاعتيادي أكثر عرضةً للاكتئاب، إذ أظهرت الدراسات التجريبية شعور الأشخاص المحرضين للاجترار بمزاج اكتئابي أكثر. يوجد دليلٌ أيضًا حول ارتباط الاجترار بالقلق العام، والكرب التالي للصدمة، وشرب الكحول بشراهة، واضطرابات الأكل، والسلوك المضر بالنفس.
اعتُقد في البداية أن الاجترار يتنبأ بمدة أعراض الاكتئاب. أي بكلماتٍ أخرى، افتُرض أن اجترار المشاكل هو شكلٌ من أشكال اعتياد الذاكرة، والذي اعتُقد أنه يزيد فترة الاكتئاب. تشير الأدلة الحالية إلى أنه على الرغم من مساهمة الاجترار بالاكتئاب، فليس من الضروري أن يكون مرتبطًا بمدة الأعراض.

## الاختلافات بين الجنسين
تبعًا لسوزان نولين هوكسيما، تميل النساء للاجترار عندما يكتئبن، بينما يميل الرجال إلى تلهية أنفسهم. اقتُرح هذه الاختلاف لتفسير المعدلات العالية من الاكتئاب عند النساء مقارنةً بالرجال. أكد الباحثون على احتمال أكبر للاجترار عند النساء، على الرغم من عدم دعم التنبؤ القائل بميل الرجال لتلهية أنفسهم.